# Mino anaïs
Mino anais · Mino d'Anaïs
Espèce
Statut de conservation UICN

 LC  : Préoccupation mineure
Le Mino anaïs ou Mino d'Anaïs (Mino anais) est une espèce d'oiseaux de la famille des Sturnidae, répandu en Nouvelle-Guinée.